# 66-та церемонія «Греммі»
На 66-й щорічній церемонії вручення премії «Греммі» (англ. 66th Annual Grammy Awards) 4 лютого 2024 року були відзначені найкращі музичні композиції та записи, що виходили в період з 1 жовтня 2022 по 15 вересня 2023. Нагородження відбулося за результатами попереднього голосування членів Академії звукозапису. Церемонія проходила на Crypto.com Арені в Лос-Анджелесі. Пряма трансляція заходу відбувалася на телеканалі CBS, а також була доступна на стримінговому сервісі Paramount+. Ведучим церемонії вже вчетверте був комік Тревор Ноа.
Номінанти на премію були оголошені 10 листопада 2023 року. Найбільше номінацій, а саме дев’ять, отримала співачка SZA. Далі з сімома номінаціями йдуть Вікторія Моне, Фібі Бріджерс і Сербан Генеа. Дворічна Гейзел Моне, яка брала участь у записі пісні «Hollywood» своєї матері Вікторії, стала наймолодшим номінантом в історії «Греммі».
На самій церемонії Фібі Бріджерс стала абсолютним переможцем, отримавши чотири нагороди, а SZA, Вікторія Моне й Killer Mike здобули по три статуетки. Тейлор Свіфт увійшла в історію як перший виконавець, який чотири рази вигравав премію «Альбом року», а звукоінженер Сербан Генеа подовжив свій рекорд, отримавши вже п’яту нагороду в цій категорії. Boygenius одержали премії за найкращу рокпісню, найкраще роквиконання та найкращий альбом в жанрі альтернативи, а сама Бріджерс разом із SZA отримала нагороду за найкраще попвиконання дуету або гурту. Серед переможців в чотирьох головних категоріях альбом Свіфт Midnights як «Альбом року», пісня Майлі Сайрус «Flowers» як «Запис року», «What Was I Made For?» Біллі Айліш та її брата Фіннеаса як «Пісня року» і Вікторія Моне як «Найкращий новий виконавець».

## Передумови
16 червня 2023 року, реагуючи на стрімкий розвиток штучного інтелекту, Академія звукозапису заявила, що лише живі люди можуть розглядатися як потенційні номінанти та лавреати премії «Греммі». Музичні роботи, серед авторів яких немає людей, не є прийнятними в жодній категорії. Академія також уточнила, що роботи, які містять матеріал, створений ШІ, мають право отримати нагороду, лише якщо жива людина зробила значний внесок в процесі їх створення. Претенденти на премію, чий матеріал був повністю створений ШІ, не мають права на отримання нагороди. Неоднозначність була остаточно з'ясована, коли пісня ghostwriter977 «Heart on My Sleeve» була подана на премію «Греммі». Керівництво Академії визнало композицію неприйнятною, оскільки її вокал був створений з використанням інструментів штучного інтелекту.

## Виконавці
Перших трьох виконавців, які мають виступати на церемонії, було оголошено 15 січня 2024 року. Ними виявилися Біллі Айліш, Дуа Ліпа та Олівія Родріґо. Вже 21 січня було оголошено другу частину виконавців, до складу якої увійшли Тревіс Скотт, Люк Коумз і Burna Boy. Біллі Джоел, який востаннє виступав на «Греммі» 22 роки тому, був оголошений 25 січня. 27 січня гурт U2 також офіційно приєднався до складу учасників, але їхній виступ мав транслюватися наживо зі Сфери в Лас-Вегасі. Джоні Мітчелл, для якої це була перша поява на сцені «Греммі», була оголошена 28 січня. SZA приєдналася до складу музикантів 29 січня. Виконавців пам'ятного сегменту було оголошено 2 лютого. Того ж дня Майлі Сайрус підтвердила, що теж виступатиме на церемонії. Під час виступу Тревіса Скотта до нього також несподівано приєднався репер Playboi Carti.

### Церемонія прем'єр
| Виконавець                                                          | Пісня             |
| ------------------------------------------------------------------- | ----------------- |
| J. Ivy Джордін Спаркс Larkin Poe Pentatonix Sheila E.               | «Let's Go Crazy»  |
| Бренді Кларк SistaStrings                                           | «Dear Insecurity» |
| Кірк Франклін                                                       | «All Things»      |
| Laufey                                                              | «From the Start»  |
| Габі Морено Ель Давид Агілар                                        | «Luna de Xelajú»  |
| Адам Блекстоун Гарві Мейсон Боб Джеймс Террас Мартін Роберт Гласпер | «Nautilus»        |

### Головна церемонія
| Виконавці | Пісні |
| --- | --- |
| Дуа Ліпа | «Training Season» «Houdini» |
| Трейсі Чепмен Люк Комбс                                                                                                   | «Fast Car» |
| SZA | «Snooze» «Kill Bill» |
| Біллі Айліш Фіннеас О'Коннелл                                                                                             | «What Was I Made For?» |
| Майлі Сайрус | «Flowers» |
| Олівія Родріґо | «Vampire» |
| U2 | «Atomic City» (наживо зі Сфери в Парадайз) |
| Стіві Вандер Енні Леннокс Wendy & Lisa Джон Батіст Енн Несбі Корі Генрі Джиммі Джем і Террі Льюїс Fantasia Адам Блекстоун | «For Once in My Life» «The Best Is Yet to Come» (вшанування Тоні Беннетта) «Nothing Compares 2 U» (вшанування Шинейд О'Коннор) «Ain't No Sunshine» «Lean on Me» «Optimistic» (вшанування Кларенса Аванта) «Proud Mary» (вшанування Тіни Тернер) |
| Джоні Мітчелл Бренді Карлайл SistaStrings Блейк Міллз Lucius Еллісон Рассел Джейкоб Кольєр                                | «Both Sides, Now» |
| Тревіс Скотт Playboi Carti                                                                                                | «My Eyes» «I Know ?» «Fe!n» |
| Burna Boy 21 Savage Бренді                                                                                                | «On Form» «City Boys» «Sittin' on Top of the World» |
| Біллі Джоел Laufey | «Turn the Lights Back On» «You May Be Right» |

## Подавці
25 січня 2024 року було оголошено список подавців церемонії прем’єр. Також стало відомо, що ведучим цього заходу буде Джастін Трентер. Подавці основної церемонії були оголошені 31 січня. Watsonx, генеративний ШІ компанії IBM, використовувався для створення редакційних матеріалів про номінантів.
| Церемонія прем'єр - Джастін Трентер (ведучий) - Карлі Пірс - Джиммі Джем - Моллі Таттл - Наталія Лафоуркаде - Патті Остін - Руфус Вейнрайт | Основна церемонія - Мерая Кері (вручала нагороду за найкраще сольне попвиконання) - Крістіна Агілера та Малума (вручали нагороду за найкращий урбано-альбом) - Кейсі Масгрейвз (вручала нагороду за найкращий кантрі-альбом) - Ліззо (вручала нагороду за найкращу R&B-пісню) - U2 (вручали нагороду за найкращий вокальний попальбом) - Ленні Кравіц (представляв Джона Батіста) - Опра Вінфрі (представляла Fantasia) - Лайонел Річі (вручав нагороду за пісню року) - Бренді Карлайл (представляв Джоні Мітчелл) - Самара Джой (вручала нагороду найкращому новому виконавцю) - Меріл Стріп і Марк Ронсон (вручали нагороду за запис року) - Селін Діон (вручала нагороду за альбом року) |

## Лавреати та номінанти
Перший тур голосування проходив з 11 по 20 жовтня 2023. Номінантів було оголошено 10 листопада під час прямої трансляції. Фінальний раунд голосування проходив з 14 грудня 2023 року по 4 січня 2024 року. Переможців оголосили під час церемонії вручення «Греммі» 4 лютого 2024  .
Нижче лавреати йдуть першими в списку номінантів та виділені жирним шрифтом.

### Основні категорії
| Запис року - «Flowers» — Майлі Сайрус - «Worship» — Джон Батіст - «Not Strong Enough» — Boygenius - «What Was I Made For?» — Біллі Айліш - «On My Mama» — Вікторія Моне - «Vampire» — Олівія Родріґо - «Anti-Hero» — Тейлор Свіфт - «Kill Bill» — SZA | Альбом року - Midnights — Тейлор Свіфт - World Music Radio — Джон Батіст - The Record — Boygenius - Endless Summer Vacation — Майлі Сайрус - Did You Know That There's a Tunnel Under Ocean Blvd — Лана Дель Рей - The Age of Pleasure — Жанель Моне - GUTS — Олівія Родріґо - SOS — SZA |
| Пісня року - «What Was I Made For?» — Біллі Айліш - «A&W — Лана Дель Рей» - «Anti-Hero» — Тейлор Свіфт - «Butterfly» — Джон Батіст - «Dance the Night» — Дуа Ліпа - «Flowers» — Майлі Сайрус - «Kill Bill» — SZA - «Vampire» — Олівія Родріґо         | Найкращий новий виконавець - Вікторія Моне - Ґрейсі Абрамс - Fred Again - Ice Spice - Jelly Roll - Коко Джонс - Ноа Кан - The War and Treaty |
| Продюсер року (не класична музика) - Джек Антонофф - D'Mile - Hit-Boy - Metro Boomin - Ден Нігро | Пісняр року (не класична музика) - Терон Томас - Едгар Баррера - Джессі Джо Діллон - Шейн Маканаллі - Джастін Трентер |

### Поп, танцювальна й електронна музика
| Найкраще сольне попвиконання - «Flowers» — Майлі Сайрус - «Paint the Town Red» — Doja Cat - «What Was I Made For?» — Біллі Айліш - «Vampire» — Олівія Родріґо - «Anti-Hero» — Тейлор Свіфт                                                          | Найкраще попвиконання дуету або гурту - «Ghost in the Machine» — SZA за участі Фібі Бріджерс - «Thousand Miles» — Майлі Сайрус за участі Бренді Карлайл - «Candy Necklace» — Лана Дель Рей за участі Джона Батіста - «Never Felt So Alone» — Labrinth за участі Біллі Айліш - «Karma» — Тейлор Свіфт за участі Ice Spice |
| Найкращий вокальний попальбом - Midnights — Тейлор Свіфт - Chemistry — Келлі Кларксон - Endless Summer Vacation — Майлі Сайрус - Guts — Олівія Родріґо - - — Ед Ширан                                                                               | Найкращий танцювальний або електронний запис - «Rumble» — Skrillex, Fred Again і Flowdan - «Blackbox Life Recorder 21F» — Aphex Twin - «Loading» — Джеймс Блейк - «Higher Than Ever Before» — Disclosure - «Strong» — Romy та Fred Again                                                                                 |
| Найкращий танцювальний попзапис - «Padam Padam» — Кайлі Міноуг - «Baby Don't Hurt Me» — Девід Гетта, Енн-Марі та Кой Лере - «Miracle» — Калвін Гарріс за участі Еллі Голдінг - «One in a Million» — Бібі Рекса та Девід Гетта - «Rush» — Трой Сіван | Найкращий танцювальний або електронний альбом - Actual Life 3 (January 1 – September 9 2022) — Fred Again - Playing Robots into Heaven — Джеймс Блейк - For That Beautiful Feeling — The Chemical Brothers - Kx5 — Kx5 - Quest for Fire — Skrillex                                                                       |

### Рок, метал і альтернатива
| Найкраще роквиконання - «Not Strong Enough» — Boygenius - «Sculptures of Anything Goes» — Arctic Monkeys - «More than a Love Song» — Black Pumas - «Rescued» — Foo Fighters - «Lux Æterna» — Metallica          | Найкраще метал-виконання - «72 Seasons» — Metallica - «Bad Man» — Disturbed - «Phantom of the Opera» — Ghost - «Hive Mind» — Slipknot - «Jaded» — Spiritbox                                                                           |
| Найкраща рокпісня - «Not Strong Enough» — Boygenius - «Angry» — The Rolling Stones - «Ballad of a Homeschooled Girl» — Олівія Родріґо - «Emotion Sickness» — Queens of the Stone Age - «Rescued» — Foo Fighters | Найкращий рокальбом - This Is Why — Paramore - But Here We Are — Foo Fighters - Starcatcher — Greta Van Fleet - 72 Seasons — Metallica - In Times New Roman… — Queens of the Stone Age                                                |
| Найкраще виконання в жанрі альтернативи - «This Is Why» — Paramore - «Belinda Says» — Alvvays - «Body Paint» — Arctic Monkeys - «Cool About It» — Boygenius - «A&W» — Лана Дель Рей                             | Найкращий альбом в жанрі альтернативи - The Record — Boygenius - The Car — Arctic Monkeys - Did You Know That There's a Tunnel Under Ocean Blvd — Лана Дель Рей - Cracker Island — Gorillaz - I Inside the Old Year Dying — PJ Harvey |

### R&B, реп і художнє читання
| Найкраще R&B-виконання - «ICU» — Коко Джонс - «Summer Too Hot» — Кріс Браун - «Back to Love» — Роберт Гласпер за участі Sir і Алекс Айлі - «How Does It Make You Feel» — Вікторія Моне - «Kill Bill» — SZA               | Найкраще сучасне R&B-виконання - «Good Morning» — PJ Morton за участі Сьюзен Керол - «Simple» — Babyface за участі Коко Джонс - «Lucky» — Кеньон Діксон - «Hollywood» — Вікторія Моне за участі Earth, Wind & Fire та Хейзел Моне - «Love Language» — SZA                                                                       |
| Найкраща R&B-пісня - «Snooze» — SZA - «Angel» — Голлі Бейлі - «Back to Love» — Роберт Гласпер за участі Sir і Алекс Айлі - «ICU» — Коко Джонс - «On My Mama» — Вікторія Моне                                             | Найкращий урбан-альбом - SOS — SZA - Since I Have a Lover — 6lack - The Love Album: Off the Grid — Diddy - Nova — Террас Мартін і Джеймс Фонтлрой - The Age of Pleasure — Жанель Моне |
| Найкращий R&B-альбом - Jaguar II — Вікторія Моне - Girls Night Out — Babyface - What I Didn't Tell You (Deluxe) — Коко Джонс - Special Occasion — Емілі Кінг - Clear 2: Soft Life (EP) — Саммер Вокер                    | Найкраще репвиконання - «Scientists & Engineers» — Killer Mike за участі André 3000, Future й Ерін Аллен Кейн - «The Hillbillies» — Baby Keem за участі Кендріка Ламара - «Love Letter» — Black Thought - «Rich Flex» — Drake та 21 Savage - «Players» — Кой Лере                                                               |
| Найкраще мелодійне репвиконання - «All My Life» — Lil Durk за участі J. Cole - «Sittin' on Top of the World» — Burna Boy за участі 21 Savage - «Attention» — Doja Cat - «Spin Bout U» — Drake та 21 Savage - «Low» — SZA | Найкраща реппісня - «Scientists & Engineers» — Killer Mike за участі André 3000, Future й Ерін Аллен Кейн - «Attention» — Doja Cat - «Barbie World» — Нікі Мінаж і Ice Spice за участі Aqua - «Just Wanna Rock» — Lil Uzi Vert - «Rich Flex» — Drake та 21 Savage                                                               |
| Найкращий репальбом - Michael — Killer Mike - Her Loss — Drake та 21 Savage - Heroes & Villains — Metro Boomin - King's Disease III — Nas - UTOPIA — Тревіс Скотт                                                        | Найкращий альбом в жанрі художнього читання - The Light Inside — J. Ivy - A-You're Not Wrong B-They're Not Either: The Fukc-It Pill Revisited — Queen Sheba - For Your Consideration'24 — The Album — Прентіс Павелл і Шон Вільям - Grocery Shopping with My Mother — Кевін Павелл - When The Poems Do What They Do — Аджа Моне |

### Кантрі й американська народна музика
| Найкраще сольне кантрі-виконання - «White Horse» — Кріс Степлтон - «In Your Love» — Тайлер Чілдерз - «Buried» — Бренді Кларк - «Fast Car» — Люк Коумз - «The Last Thing on My Mind» — Доллі Партон                                                                                        | Найкраще кантрі-виконання дуету або гурту - «I Remember Everything» — Зак Браян за участі Кейсі Масгрейвз - «High Note» — Діркс Бентлі за участі Біллі Стрінгза - «Nobody's Nobody» — Brothers Osborne - «Kissing Your Picture (Is So Cold)» — Вінс Гілл і Пол Франклін - «Save Me» — Jelly Roll із Лейні Вілсон - «We Don't Fight Anymore» — Карлі Пірс за участі Кріса Степлтона |
| Найкраща кантрі-пісня - «White Horse» — Кріс Степлтон - «Buried» — Бренді Кларк - «I Remember Everything» — Зак Браян за участі Кейсі Масгрейвз - «In Your Love» — Тайлер Чілдерз - «Last Night» — Морган Уоллен                                                                          | Найкращий кантрі-альбом - Bell Bottom Country — Lainey Wilson - Rolling Up the Welcome Mat — Келсі Баллеріні - Brothers Osborne — Brothers Osborne - Zach Bryan — Зак Браян - Rustin' in the Rain — Тайлер Чілдерз |
| Найкраще американське народне виконання - «Eve Was Black» — Еллісон Рассел - «Butterfly» — Джон Батіст - «Heaven Help Us All» — The Blind Boys of Alabama - «Inventing the Wheel» — Медісон Каннінгем - «You Louisiana Man» — Ріаннон Гідденс                                             | Найкраще американа-виконання - «Dear Insecurity» — Бренді Кларк за участі Бренді Карлайл - «Friendship» — The Blind Boys of Alabama - «Help Me Make It Through the Night» — Тайлер Чілдерз - «King of Oklahoma» — Jason Isbell and the 400 Unit - «The Returner» — Еллісон Рассел                                                                                                  |
| Найкраща американська народна пісня - «Cast Iron Skillet» — Jason Isbell and the 400 Unit - «Blank Page» — The War and Treaty - «California Sober» — Біллі Стрінгз за участі Віллі Нельсона - «Dear Insecurity» — Бренді Кларк за участі Бренді Карлайл - «The Returner» — Еллісон Рассел | Найкращий американа-альбом - Weathervanes — Jason Isbell and the 400 Unit - Brandy Clark — Бренді Кларк - The Chicago Sessions — Родні Кроуелл - You're the One — Ріаннон Гідденс - The Returner — Еллісон Рассел |
| Найкращий блюграс-альбом - City of Gold — Molly Tuttle & Golden Highway - Radio John: Songs of John Hartford — Сем Буш - Lovin' of the Game — Майкл Клівленд - Mighty Poplar — Mighty Poplar - Bluegrass — Віллі Нельсон - Me/And/Dad — Біллі Стрінгз                                     | Найкращий традиційний блюз-альбом - All My Love for You — Боббі Раш - Ridin' — Ерік Бібб - The Soul Side of Sipp — Mr. Sipp - Life Don't Miss Nobody — Трейсі Нельсон - Teardrops for Magic Slim Live at Rosa's Lounge — Джон Праймер |
| Найкращий сучасний блюз-альбом - Blood Harmony — Ларкін По - Death Wish Blues — Саманта Фіш і Джессі Дейтон - Healing Time — Руті Фостер - Live in London — Крістон «Kingfish» Інграм - LaVette! — Бетті Лаветт                                                                           | Найкращий фолк-альбом - Joni Mitchell at Newport — Джоні Мітчелл - Traveling Wildfire — Дом Флемонс - I Only See the Moon — The Milk Carton Kids - Celebrants — Nickel Creek - Jubilee — Old Crow Medicine Show - Seven Psalms — Пол Саймон - Folkocracy — Руфус Вейнрайт |

### Комедія, аудіокниги, візуальні твори та музичні відео й фільми
| Найкраща аудіокнига або оповідання - The Light We Carry: Overcoming in Uncertain Times — Мішель Обама - Big Tree — Меріл Стріп - Boldly Go: Reflections on a Life of Awe and Wonder — Вільям Шетнер - The Creative Act: A Way of Being — Рік Рубін - It's OK to Be Angry About Capitalism — Берні Сандерс     | Найкращий комедійний альбом - What's in a Name? — Дейв Шапел - I Wish You Would — Тревор Ноа - I'm an Entertainer — Ванда Сайкс - Selective Outrage — Кріс Рок - Someone You Love — Сара Сільверман |
| Найкраща пісня для кіно або телебачення - «What Was I Made For?» («Барбі») — Біллі Айліш - «Dance the Night» («Барбі») — Дуа Ліпа - «Barbie World» («Барбі») — Ice Spice та Нікі Мінаж за участі Aqua - «Lift Me Up» («Чорна пантера: Ваканда назавжди») — Ріанна - «I'm Just Ken» («Барбі») — (Раян Ґослінґ) | Найкращий саундтрек-компіляція для кіно або телебачення - Barbie: The Album — різні виконавці - Aurora — Daisy Jones & the Six - Black Panther: Wakanda Forever — різні виконавці - Guardians of the Galaxy, Vol. 3: Awesome Mix, Vol. 3 — різні виконавці - Weird: The Al Yankovic Story — «Дивний Ел» Янковик    |
| Найкраща музика для кіно або телебачення - «Оппенгеймер» — Людвіг Йоранссон - «Фабельмани» — Джон Вільямс - «Індіана Джонс і реліквія долі» — Джон Вільямс - «Чорна пантера: Ваканда назавжди» — Людвіг Йоранссон - «Барбі» — Марк Ронсон і Ендрю Ваятт                                                       | Найкраща музика для відеоігри - Star Wars Jedi: Survivor — Стівен Бартон і Горді Гааб - Call of Duty: Modern Warfare II — Сара Шахнер - God of War Ragnarök — Беар Маккрірі - Hogwarts Legacy — Пітер Мюррей, Дж. Скотт Ракозі та Чак Маєр - Stray Gods: The Roleplaying Musical — Монтень, Tripod і Остін Вінторі |
| Найкраще музичне відео - «I'm Only Sleeping» — The Beatles - «In Your Love» — Тайлер Чілдерз - «What Was I Made For?» — Біллі Айліш - «Count Me Out» — Кендрік Ламар - «Rush» — Трой Сіван | Найкращий музичний фільм - Moonage Daydream (Девід Бові) - How I'm Feeling Now (Льюїс Капалді) - Live From Paris, The Big Steppers Tour (Кендрік Ламар) - I Am Everything (Літл Річард) - Dear Mama (Тупак Шакур)                                                                                                  |

## Декілька номінацій та нагород
Виконавці та автори, що отримали декілька нагород та декілька номінацій:
| Нагороди | Виконавець        |
| -------- | ----------------- |
| 4        | Фібі Бріджерс     |
| 3        | Boygenius         |
| 3        | Killer Mike       |
| 3        | Вікторія Моне     |
| 3        | SZA               |
| 2        | Fred Again        |
| 2        | André 3000        |
| 2        | Джек Антонофф     |
| 2        | Майлі Сайрус      |
| 2        | Біллі Айліш       |
| 2        | Бела Флек         |
| 2        | Джейсон Ізбулл    |
| 2        | Lecrae            |
| 2        | Фіннеас О'Коннелл |
| 2        | Paramore          |
| 2        | Тейлор Свіфт      |

| Номінації | Виконавець       |
| --------- | ---------------- |
| 9         | SZA              |
| 7         | Фібі Бріджерс    |
| 7         | Сербан Генея     |
| 7         | Вікторія Моне    |
| 6         | Джон Батіст      |
| 6         | Бренді Кларк     |
| 6         | Джек Антонофф    |
| 6         | Майлі Сайрус     |
| 6         | Біллі Айліш      |
| 6         | Boygenius        |
| 6         | Людвіг Йоранссон |
| 6         | Олівія Родріґо   |
| 6         | Тейлор Свіфт     |